# MPV17
MPV17 (англ. MPV17, mitochondrial inner membrane protein) – білок, який кодується однойменним геном, розташованим у людей на короткому плечі 2-ї хромосоми.  Довжина поліпептидного ланцюга білка становить 176 амінокислот, а молекулярна маса — 19 733.
| 10         |  | 20         |  | 30         |  | 40         |  | 50         |
| ---------- |  | ---------- |  | ---------- |  | ---------- |  | ---------- |
| MALWRAYQRA |  | LAAHPWKVQV |  | LTAGSLMGLG |  | DIISQQLVER |  | RGLQEHQRGR |
| TLTMVSLGCG |  | FVGPVVGGWY |  | KVLDRFIPGT |  | TKVDALKKML |  | LDQGGFAPCF |
| LGCFLPLVGA |  | LNGLSAQDNW |  | AKLQRDYPDA |  | LITNYYLWPA |  | VQLANFYLVP |
| LHYRLAVVQC |  | VAVIWNSYLS |  | WKAHRL     |  |            |  |            |

A: Аланін

C: Цистеїн

D: Аспарагінова кислота

E: Глутамінова кислота

F: Фенілаланін

G: Гліцин

H: Гістидин

I: Ізолейцин

K: Лізин

L: Лейцин

M: Метіонін

N: Аспарагін

P: Пролін

Q: Глутамін

R: Аргінін

S: Серин

T: Треонін

V: Валін

W: Триптофан

Локалізований у мембрані, мітохондрії, внутрішній мембрані мітохондрії.